# Benjamin Franklin Bridge
Die Benjamin Franklin Bridge (oft auch Ben Franklin Bridge genannt), ursprünglich Delaware River Bridge, ist eine Straßen- und Eisenbahnbrücke, die den Delaware River überspannt und Philadelphia, Pennsylvania mit Camden, New Jersey verbindet. Zusammen mit der Betsy Ross Bridge, der Walt Whitman Bridge sowie der Tacony–Palmyra Bridge ist sie eine der vier wichtigen Brücken zwischen Philadelphia und dem südlichen Teil New Jerseys.
Bei ihrer Fertigstellung am 1. Juli 1926 hatte die Hängebrücke die längste Spannweite der Welt, diesen Rekord hielt sie bis zur Fertigstellung der Ambassador Bridge im Jahr 1929.
Sie wurde nach dem amerikanischen Staatsmann Benjamin Franklin benannt.

## Beschreibung
Die Benjamin Franklin Bridge hat heute sieben Fahrstreifen; wobei der mittlere entsprechend dem Verkehrsaufkommen durch verschiebbare Barrieren der einen oder der anderen Richtung zugeordnet werden kann. Zurzeit führen die Interstate 676 sowie der U.S. Highway 30 über die Brücke. In westlicher Fahrtrichtung wird eine Maut in Höhe von 5 US-$ für PKW erhoben, die mit dem E-ZPass bezahlt werden kann. Auf beiden Seiten der Brücke befindet sich auf einem niedrigeren Niveau je ein Gleis der PATCO Speedline und darüber je ein Gehweg oberhalb des Niveaus der Fahrbahn, von dem meist nur einer geöffnet ist. Nach den Anschlägen in London am 7. Juli 2005 wurden die Fußwege eine Zeit lang aus Sicherheitsgründen gesperrt. Die Brücke hat eine lichte Höhe von 41,1 m (135 ft) über MHW, ein Höhenmaß, das ursprünglich von der Brooklyn Bridge gesetzt wurde und seitdem für die meisten Brücken im weiteren Umkreis gilt.

## Technische Einzelheiten
Das Brückenbauwerk ist einschließlich aller Zufahrten fast drei Kilometer lang. Die Brücke selbst ist – von Ankerblock zu Ankerblock gemessen – 1078 m (3536 ft) lang. Davon entfallen 533,4 m (1750 ft) auf die Spannweite der Hauptöffnung und je 272,2 m (893 ft) auf die beiden Seitenöffnungen. Die Brücke ist insgesamt 39 m (128 ft) breit, einschließlich der Gehwege und der Eisenbahngleise im Unterdeck. Die siebenstreifige Fahrbahn ist 23,7 m (78 ft) breit und wird von dem 8,5 m hohen stählernen Fachwerk des Versteifungsträgers eingerahmt, der einen nach oben offenen Trog bildet. Die Ankerblöcke haben eine Grundfläche von über 2000 m², erheben sich 53 m über den Grund und reichen bis in eine Tiefe von 20 m auf der einen und 32 m auf der anderen Seite.
Die 117 m (385 ft) aufragenden Pylone stehen vor der Uferlinie im Wasser. Ihre stählernen Stiele haben einen mehrzelligen Hohlquerschnitt und sind mehrfach durch horizontale und diagonale Querstreben versteift. Die beiden 76,2 cm starken Tragkabel verlaufen oberhalb der Fachwerkträger. Sie bestehen jeweils aus 18666 einzelnen Drähten, die im Luftspinnverfahren zu Paralleldrahtseilen verarbeitet wurden.

## Geschichte
Im Dezember 1919 gründeten Pennsylvania und New Jersey die Delaware River Bridge Joint Commission, die Ralph Modjeski als Chief Bridge Engineer mit der Planung und der Oberbauleitung der Brücke beauftragte. Leon S. Moisseiff, der bei der Manhattan Bridge die von ihm weiter entwickelte Deflektionstheorie angewandt hatte, wurde ebenfalls hinzugezogen. Die eigentlichen Bauarbeiten begannen am 6. Januar 1922 und endeten am 1. Juli 1926. Zu der Zeit hatte die Brücke fünf Fahrstreifen und zwei Straßenbahngleise innerhalb des Fahrbahnträgers sowie die beiden Gleise außerhalb der Fachwerkträger, die aber lange nicht benutzt wurden.
1951 wurde die Delaware River Port Authority gegründet, die seitdem (auch) die Benjamin Franklin Bridge betreibt. Zur Anpassung an das gestiegene Verkehrsaufkommen entfernte sie die beiden inneren Gleise und baute die Fahrbahn auf sieben Fahrstreifen um.